# ایوان باندالوفسکی
ایوان باندالوفسکی (بلغاری: Иван Бандаловски؛ زادهٔ ۲۳ نوامبر ۱۹۸۶) بازیکن فوتبال اهل بلغارستان است.
از باشگاه‌هایی که در آن بازی کرده‌است می‌توان به باشگاه فوتبال پارتیزان، باشگاه فوتبال لیتکس لووچ، باشگاه فوتبال لوکوموتیو صوفیه، باشگاه فوتبال زسکا صوفیه، و باشگاه فوتبال فاینورد اشاره کرد.
وی همچنین در تیم‌های ملی فوتبال زیر ۲۱ سال بلغارستان و بلغارستان بازی کرده‌است.